# Andreas Holmqvist
Pour les articles homonymes, voir Holmqvist.
Andreas Holmqvist (né le 23 juillet 1981 à Stockholm, en Suède) est un joueur professionnel suédois de hockey sur glace qui évolue au poste de défenseur.

## Biographie
Frère cadet de Michael Holmqvist, également hockeyeur professionnel, est choisi à la 61e position par le Lightning de Tampa Bay lors du repêchage d'entrée dans la LNH 2001, quatre ans après son frère qui est lui choisi par les Mighty Ducks d'Anaheim. Cette même année, il dispute le championnat du monde junior où la Suède se classe quatrième. Il rejoint l'Amérique du Nord en 2003 et joue pour les Ice Pilots de Pensacola dans l'ECHL et les Bulldogs de Hamilton dans la Ligue américaine de hockey (LAH). Après une deuxième saison dans la LAH avec les Falcons de Springfield, il retourne en Suède et le Linköpings HC, club qui l'avait fait débuter dans l'Elitserien. La suite de sa carrière en Suède est partagée entre le Linköpings HC, le Frölunda HC et le Djurgårdens IF avec comme point d'orgue, un titre de champion du monde remporté en 2006 avec l'équipe nationale suédoise.

## Statistiques

### En club
| Saison    | Équipe                  | Ligue            |    | Saison régulière | Saison régulière | Saison régulière | Saison régulière | Saison régulière |   | Séries éliminatoires | Séries éliminatoires | Séries éliminatoires | Séries éliminatoires | Séries éliminatoires |
| Saison    | Équipe                  | Ligue            | PJ | B                | A                | Pts              | Pun              | PJ               | B | A                    | Pts                  | Pun                  |                      |                      |
| 1999-2000 | Hammarby IF             | J20 Superelit    | 39 | 9                | 14               | 23               | 20               |                  |   |                      |                      |                      |                      |                      |
| 2000-2001 | Hammarby IF             | Allsvenskan Nord | 23 | 2                | 8                | 10               | 16               |                  |   |                      |                      |                      |                      |                      |
| 2000-2001 | Hammarby IF             | Superallsvenskan | 14 | 3                | 5                | 8                | 24               | 15               | 5 | 3                    | 8                    | 8                    |                      |                      |
| 2001-2002 | Hammarby IF             | Allsvenskan Nord | 42 | 11               | 13               | 24               | 97               |                  |   |                      |                      |                      |                      |                      |
| 2002-2003 | Linköpings HC           | Elitserien       | 43 | 4                | 9                | 13               | 28               | -                | - | -                    | -                    | -                    |                      |                      |
| 2002-2003 | Linköpings HC           | Superallsvenskan | -  | -                | -                | -                | -                | 10               | 0 | 0                    | 0                    | 4                    |                      |                      |
| 2003-2004 | Ice Pilots de Pensacola | ECHL             | 63 | 4                | 33               | 37               | 16               | 5                | 0 | 4                    | 4                    | 0                    |                      |                      |
| 2003-2004 | Bulldogs de Hamilton    | LAH              | 4  | 0                | 0                | 0                | 0                |                  |   |                      |                      |                      |                      |                      |
| 2004-2005 | Falcons de Springfield  | LAH              | 42 | 3                | 9                | 12               | 22               |                  |   |                      |                      |                      |                      |                      |
| 2005-2006 | Linköpings HC           | Elitserien       | 46 | 6                | 16               | 22               | 64               | 13               | 1 | 3                    | 4                    | 24                   |                      |                      |
| 2005-2006 | Linköpings HC           | J20 Superelit    | 1  | 0                | 0                | 0                | 2                |                  |   |                      |                      |                      |                      |                      |
| 2006-2007 | Linköpings HC           | Elitserien       | 49 | 7                | 21               | 28               | 54               | 12               | 4 | 5                    | 9                    | 35                   |                      |                      |
| 2007-2008 | Frölunda HC             | Elitserien       | 49 | 3                | 23               | 26               | 40               | 4                | 0 | 0                    | 0                    | 2                    |                      |                      |
| 2008-2009 | Djurgårdens IF          | Elitserien       | 35 | 5                | 11               | 16               | 30               |                  |   |                      |                      |                      |                      |                      |
| 2008-2009 | Frölunda HC             | Elitserien       | 7  | 1                | 2                | 3                | 10               |                  |   |                      |                      |                      |                      |                      |
| 2009-2010 | Djurgårdens IF          | Elitserien       | 51 | 3                | 21               | 24               | 84               | 15               | 3 | 3                    | 6                    | 12                   |                      |                      |
| 2010-2011 | Djurgårdens IF          | Trophée européen | 8  | 0                | 2                | 2                | 4                | 6                | 0 | 4                    | 4                    | 2                    |                      |                      |
| 2010-2011 | Djurgårdens IF          | Elitserien       | 49 | 12               | 17               | 29               | 10               |                  |   |                      |                      |                      |                      |                      |
| 2011-2012 | Djurgårdens IF          | Trophée européen | 7  | 2                | 2                | 4                | 2                |                  |   |                      |                      |                      |                      |                      |
| 2011-2012 | Djurgårdens IF          | Elitserien       | 40 | 5                | 9                | 14               | 20               |                  |   |                      |                      |                      |                      |                      |
| 2012-2013 | Kölner Haie             | DEL              | 49 | 11               | 39               | 50               | 30               | 12               | 0 | 12                   | 12                   | 6                    |                      |                      |
| 2013-2014 | Kölner Haie             | DEL              | 35 | 3                | 18               | 21               | 28               | -                | - | -                    | -                    | -                    |                      |                      |
| 2014-2015 | Kölner Haie             | DEL              | 29 | 2                | 15               | 17               | 12               | -                | - | -                    | -                    | -                    |                      |                      |

### En équipe nationale
| Année | Compétition                 | PJ | B | A | Pts | Pun | Résultat      |
| ----- | --------------------------- | -- | - | - | --- | --- | ------------- |
| 2001  | Championnat du monde junior | 6  | 0 | 2 | 2   | 4   | 4e            |
| 2006  | Championnat du monde        | 9  | 0 | 1 | 1   | 0   | Médaille d'or |